# Comté de Rock Island
Le comté de Rock Island est situé dans l'État de l'Illinois, aux États-Unis. Son siège est Rock Island. D'après le recensement de 2000, il est peuplé par 149 374 personnes. Sa superficie est de 1 168 km2, dont 1 105 km2 de terre, et 63 km2 d'eau.
Historiquement, ce comté fut créé en 1831, à partir du comté de Jo Daviess. Son nom, Rock Island, vient d'une île du Mississippi.

## Municipalités
- Andalusia
- Buffalo Prairie
- Carbon Cliff
- Castle Junction
- Coal Valley (en partie)
- Cordova
- Coyne Center
- East Moline
- Edgington
- Ginger Hill
- Hampton
- Hillsdale
- Illinois City
- Milan
- Moline
- Oak Grove
- Port Byron
- Rapids City
- Reynolds
- Rock Island
- Rock Island Arsenal
- Taylor Ridge
- Silvis
- Zuma Township